# Liste des édifices labellisés « Architecture contemporaine remarquable » du Cher
Cet article recense les édifices labellisés « Architecture contemporaine remarquable » du Cher, en France.
Le label « Architecture contemporaine remarquable » remplace depuis 2016 l'ancien label « Patrimoine du XXe siècle ». Il ne prend en compte que des édifices de moins de 100 ans à la date de labellisation, et qui ne sont pas protégés comme monuments historiques.
Au début 2024, le Cher compte 18 édifices ainsi labellisés.

## Liste
| Monument                                | Commune         | Adresse | Coordonnées                      | Notice     | Date | Illustration                          |
| --------------------------------------- | --------------- | --- | -------------------------------- | ---------- | ---- | ------------------------------------- |
| Centre-émetteur, logements et annexes   | Allouis         | | 47° 10′ 08″ nord, 2° 12′ 15″ est | ACR0000285 | 2016 | Centre-émetteur, logements et annexes |
| Caisse régionale du Crédit agricole     | Bourges         | 8 allée Samuel Paty | 47° 05′ 55″ nord, 2° 25′ 20″ est | ACR0000286 | 2019 | Caisse régionale du Crédit agricole   |
| Chapelle Saint-Paul des Gibjoncs        | Bourges         | Avenue de Lattre-de-Tassigny Route de Saint-Michel                                                                        | 47° 06′ 02″ nord, 2° 24′ 57″ est | ACR0000287 | 2016 | Image manquante Téléverser            |
| Château d'eau de la Chancellerie        | Bourges         | La Chancellerie Rue des Machereaux                                                                                        | 47° 06′ 05″ nord, 2° 24′ 22″ est | ACR0000295 | 2019 | Image manquante Téléverser            |
| Cité-jardin de l'Aéroport               | Bourges         | Rue Joseph-Le Brix Rue Nungesser-et-Coli Rue Louis-Blériot Rue Latham Rue Mesmin Rue Guilbeau                             | 47° 04′ 03″ nord, 2° 22′ 35″ est | ACR0000288 | 2016 | Image manquante Téléverser            |
| Église Saint-Jean                       | Bourges         | 23 rue Jean-Moulin | 47° 06′ 16″ nord, 2° 24′ 22″ est | ACR0000289 | 2016 | Église Saint-Jean                     |
| Ensemble résidentiel Les Merlattes      | Bourges         | La Chancellerie Rue Gustave-Eiffel                                                                                        | 47° 06′ 23″ nord, 2° 24′ 30″ est | ACR0000296 | 2019 | Image manquante Téléverser            |
| Hôtel de ville                          | Bourges         | 11 rue Jacques-Rimbault                                                                                                   | 47° 04′ 49″ nord, 2° 23′ 57″ est | ACR0000290 | 2019 | Hôtel de ville                        |
| Immeuble                                | Bourges         | 7-13 rue Mac Donald 4 rue Bourdaloue                                                                                      | 47° 04′ 43″ nord, 2° 24′ 10″ est | ACR0000291 | 2019 | Image manquante Téléverser            |
| Lotissement d'Airville                  | Bourges         | Rue Clément-Ader Rue Jules-Védrines Chemin de Villeuneuve Allée Clément-Ader Allée Jules-Védrines Rue Mesmin Rue Guilbeau | 47° 03′ 55″ nord, 2° 21′ 58″ est | ACR0000298 | 2016 | Image manquante Téléverser            |
| Maison Bouriant                         | Bourges         | 1 rue Littré Place Planchat                                                                                               | 47° 05′ 08″ nord, 2° 23′ 34″ est | ACR0000293 | 2014 | Image manquante Téléverser            |
| Maison Laudat                           | Bourges         | 7 impasse Arthur-Rimbaud                                                                                                  | 47° 05′ 44″ nord, 2° 24′ 45″ est | ACR0000294 | 2019 | Image manquante Téléverser            |
| Résidence Barbès                        | Bourges         | Rue Barbès | 47° 04′ 21″ nord, 2° 23′ 19″ est | ACR0000300 | 2019 | Image manquante Téléverser            |
| Résidence des Prés fleuris              | Bourges         | Avenue du 11-Novembre-1918 12-16 allée des Prés-Fleuris                                                                   | 47° 05′ 23″ nord, 2° 23′ 54″ est | ACR0000301 | 2019 | Image manquante Téléverser            |
| Maison Pasquini                         | Méry-sur-Cher   | Le Tertre de Méry | 47° 14′ 57″ nord, 1° 58′ 16″ est | ACR0000303 | 2014 | Image manquante Téléverser            |
| Station de radioastronomie              | Nançay          | Route de Souesmes | 47° 22′ 56″ nord, 2° 11′ 41″ est | ACR0000304 | 2016 | Station de radioastronomie            |
| Maison Crevits                          | Saint-Doulchard | 5 rue des Bondoires | 47° 06′ 33″ nord, 2° 22′ 06″ est | ACR0000305 | 2016 | Image manquante Téléverser            |
| Brasserie sancerroise (Ancien abattoir) | Sancerre        | 258 route d'Amigny | 47° 19′ 47″ nord, 2° 49′ 48″ est | ACR0000307 | 2016 | Image manquante Téléverser            |